# Элемент R10

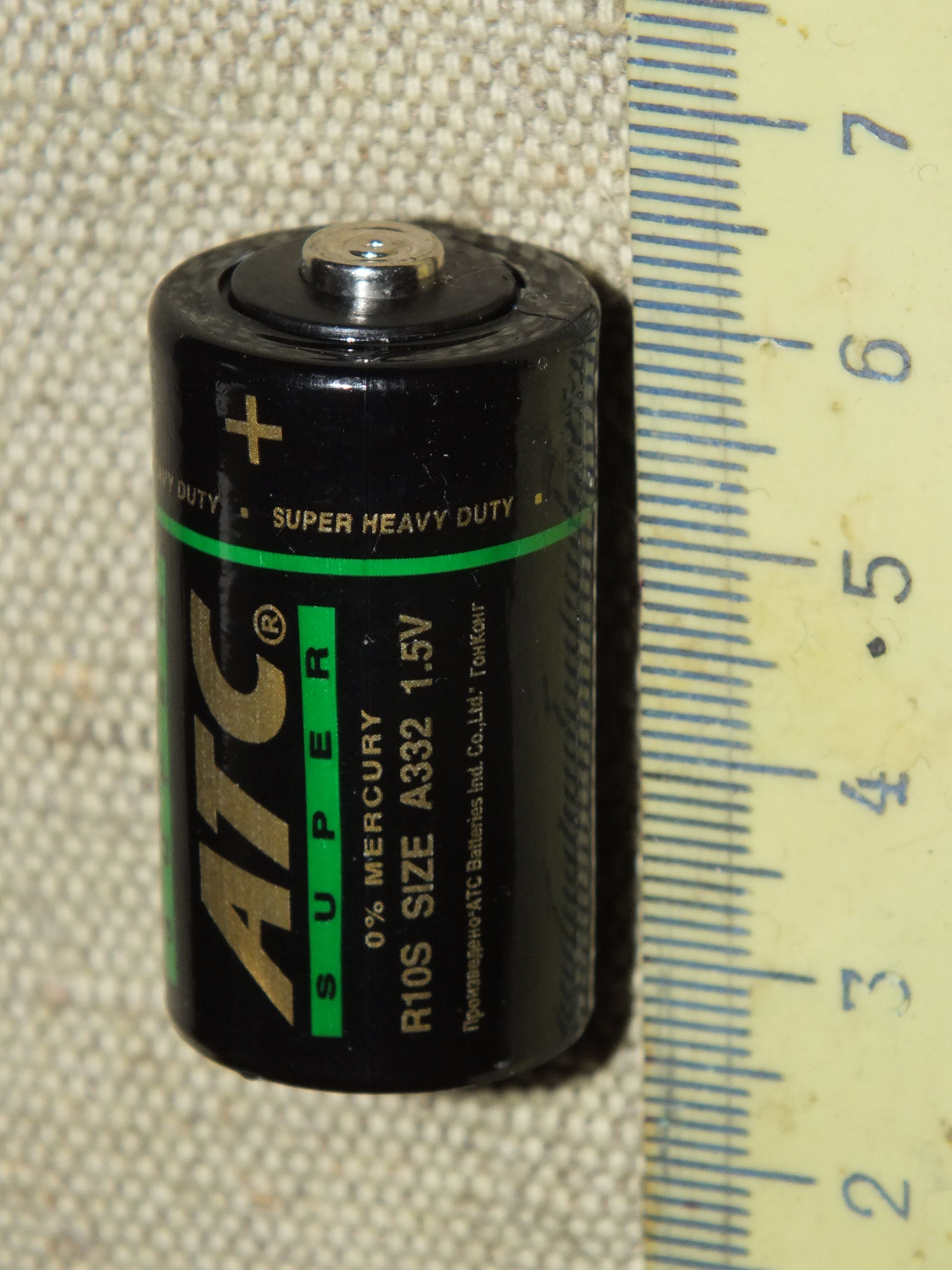
Элемент R10

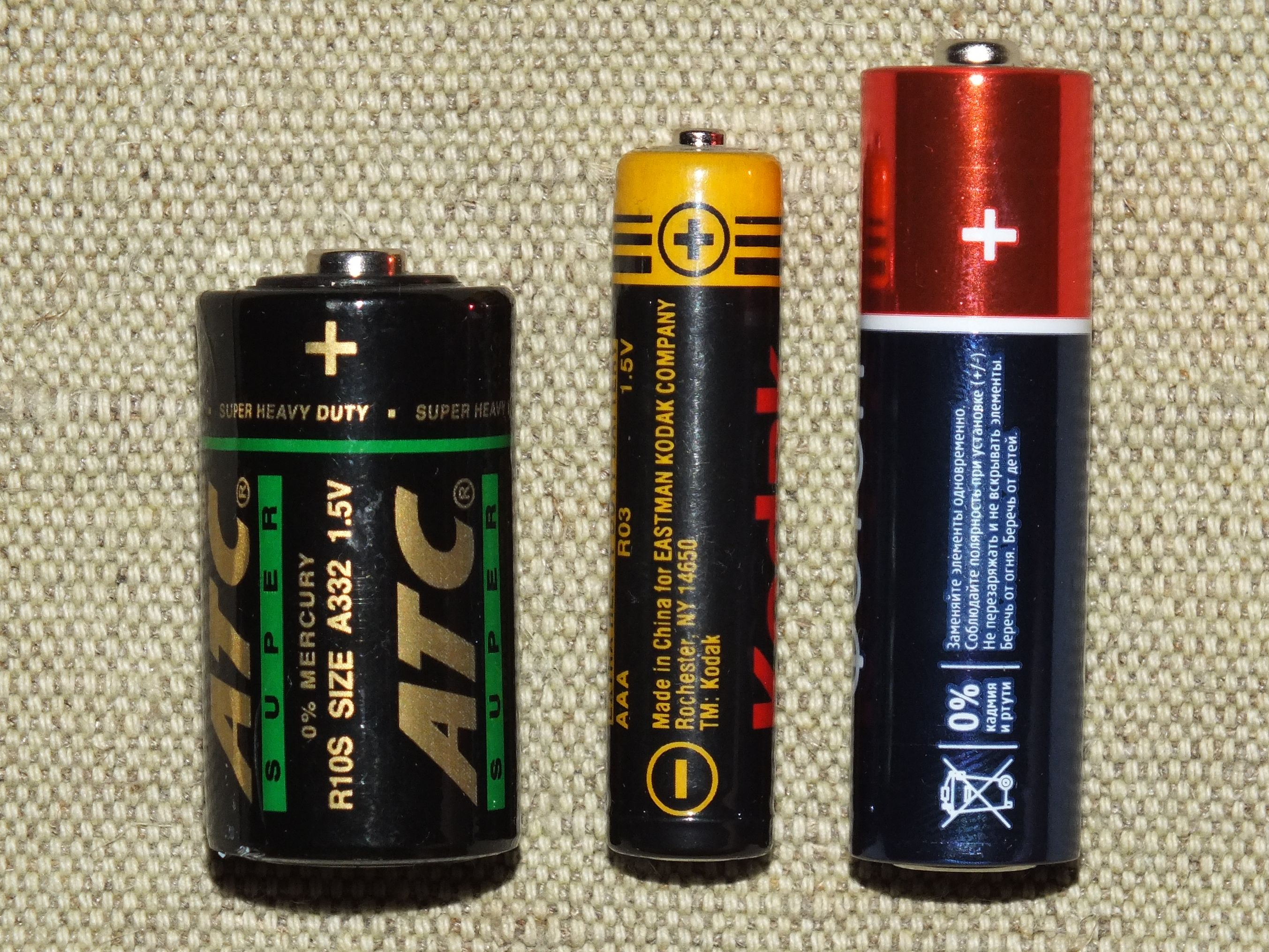
Элемент R10, элемент AAA и элемент AA

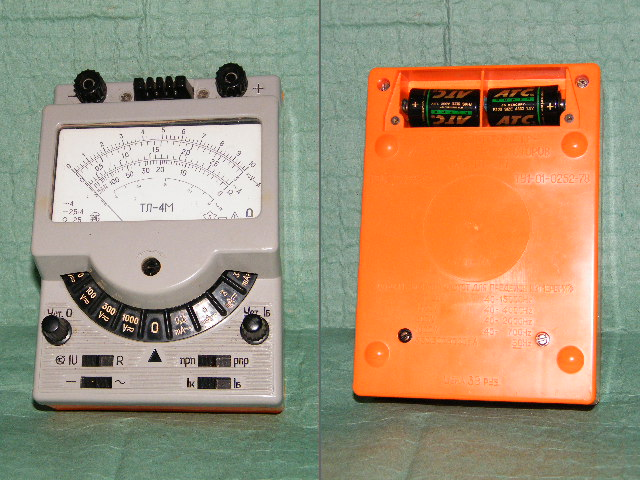
Ампервольтомметр — испытатель транзисторов ТЛ-4М с питанием от двух элементов А332 (СССР, 1989 год)

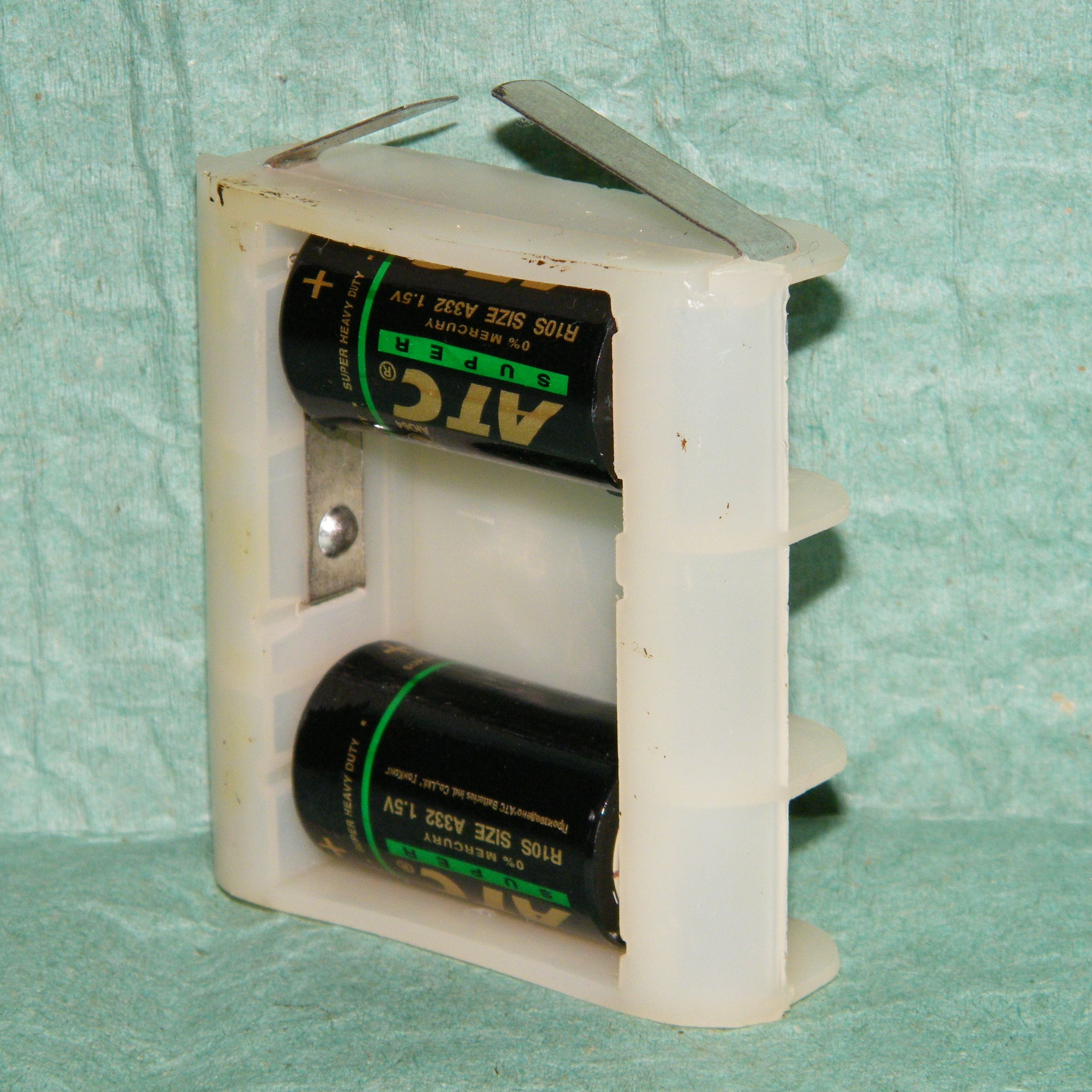
Футляр для трёх элементов 332 в типоразмере батареи 3336

R10 (также #4, 927, BF, U8, 332 и др.) — типоразмер гальванических элементов и аккумуляторов.
В СССР элементы имели обозначение ФБС-0,25 (фонарная батарея сухая, ёмкостью 0,25 А⋅ч), затем 1,3ФМЦ-0,25 (1,3 В элемент фонарный марганец-цинковый ёмкостью 0,25 А⋅ч), позже — 332 (с солевым электролитом) и А332 (с щелочным электролитом), торговая марка — «Прима».
В настоящее время выпускаются только немногими производителями.

## Область применения
В СССР в 1970-е — 1980-е годы элементы 332 применялись в дозиметрах, в войсковых приборах химической разведки (подсветка прибора при работе в ночное время), в армейских полевых телефонных аппаратах, в измерительных приборах (авометры, омметры, испытатели транзисторов), в медицинских инструментах (ларингоскопы), в некоторых детских игрушках (например, в сборных моделях танков завода «Огонёк») и др.
В бытовой радиоэлектронной аппаратуре элементы 332 до начала 1990-х годов не применялись (не разрешалось ГОСТом). Одна из причин запрета на использование подобных батарей в бытовой аппаратуре в том, чтобы предотвратить дефицит элементов питания для специальной аппаратуры. Лишь в конце 1980-х годов советской радиоэлектронной промышленностью выпущено малое количество компактных радиоприёмников и кассетных магнитофонов (плееров) под эти элементы, а также футляры для трёх элементов 332 в типоразмере батареи 3336. Также этот тип элементов использовался в некоторых детских игрушках и первых портативных гражданских радиостанциях («Урал-Р», «Ласпи-Р» и др.).
В настоящее время элементы 332 ограниченно применяются в специальной аппаратуре.

## Технические характеристики
Конструктивные
Длина — 37 мм, диаметр — 20 мм (цилиндрические стаканчиковые МЦ-элементы без футляров). Масса — около 30 г (у гальванических элементов).
Электрические
ЭДС: 
- 1,55 В у гальванических элементов МЦ летних[3];
- 1,7 В у гальванических элементов МЦ общего назначения[3];
- 1,2 В у аккумуляторов.

Номинальное напряжение в начале разряда 1,4 В, в конце 0,75 В, номинальная ёмкость 0,77 А⋅ч.
Выпускаются[обновить данные] также 3-вольтовые батареи 2R10, составленные из двух элементов R10 (длина около 75 мм).
Более распространённым аналогом элементов R10 являются аккумуляторные элементы типа Sub-C диаметром 22,2 мм и длиной 42,9 мм.